# Thembsie Matu
Nomathemba Thembisile Matu, även känd som Thembsie Matu, född 1966 i Katlehong, Gauteng i Sydafrika., är en sydafrikansk skådespelare och TV-presentatör. Hon är mest känd för rollerna i tv-serier som Tshisa, Rockville och The Queen.

## Biografi

### Privatliv
Matu föddes 1966 i  Sydafrika. Hon växte upp med sin mor sedan hennes far hade övergivit dem. Hon var gift med Peter Sebotsa, en anglikansk präst, som drunknade i familjens pool i juni 2019. Hon har en dotter och en son. 2021 drabbades hon av covid-19 och tillbringade fem veckor på sjukhuset. 

### Karriär
1987 gjorde hon sin professionella scendebut i pjäsen Sekunjalo. Därefter uppträdde hon i pjäserna What A Shame (1989) och Give A Child (1989). 1994 kom hon in på TV med serien Mama’s Love och sedan i serien Lahliwe (1999).
2006 medverkade hon i SABC1-dramaserien Tshisa i rollen som Nomathamsanqa. Hon fortsatte att spela rollen i sex år. Under samma tid skådespelade hon i SABC3 drama-tv-serien The Lab. I serien spelade hon den återkommande rollen som Zinhle fram till 2008. Hon medverkade i SABC1-miniserien uGugu no Andile och spelade gästrollen som "Teacher". 2008 var hon med i e.tv-såpoperan Rhythm City i gästrollen Sis Bee. Under denna period spelade hon biroller och gästroller i många tv-serier som Zone 14, Gaz'lam, Home Affairs, Zero Tolerance, The Lab och Jacob's Cross. 2009 spelade hon i komedifilmen Finding Lenny i regi av Neal Sundström. Efter det medverkade hon i SABC1:s sitcom Abo Mzala och spelade rollen som Zodwa i den andra säsongen, som tidigare spelades av Lusanda Mbane.
2011 spelade hon rollen Novezake i den första säsongen av SABC1-serien Intsika. Samma år medverkade hon i serien Soul Buddyz för att spela birollen som Mrs Vilakazi. Efter hade hon en roll i serien The Wild som Gertrude. Nästa år spelade hon i den andra säsongen av SABC2-serien Moferefere Lenyalong som Boreng. 2013 medverkade hon i Rockville som Sis Ribs, där hon nominerades för bästa kvinnliga biroll i ett TV-drama vid 2014 South African Film and Television Awards (SAFTA). Under de föregående åren fortsatte hon att spela i många TV-serier som Abo Mzala, Thandekas dagbok, MTV Shuga och Thuli noThulani. Men hennes mest populära tv-roll kom genom Mzansi Magic-telenovelan The Queen, när hon spelade rollen Petronella. Hon spelade rollen från säsong 2 till säsong 6 2021.
Förutom tv-skådespeleri medverkade hon i den populära reklamfilmen för insektsmedlet Doom. 2018 nominerades hon till årets Diva Extraordinaire vid Feather Awards 2018. 2019 var hon värd för showen Fragrance Your Life med Nomsa Buthelezi, som sändes på e.tv. Samtidigt fick hon också utmärkelserna Favorite Actress och Ultimate Viewers' Choice vid 2018 DStv Mzansi Viewers' Choice Awards.

## Filmografi
| År   | Film                            | Roll           | Genre     | Ref. |
| ---- | ------------------------------- | -------------- | --------- | ---- |
| 2006 | Tshisa                          | Nomathamsanqa  | TV-serie  |      |
| 2006 | Zone 14                         | Aunt Napho     | TV-serie  |      |
| 2006 | Gaz'lam                         | Woman 3        | TV-series |      |
| 2006 | Home Affairs                    | Nolitha        | TV series |      |
| 2006 | Zero Tolerance                  | Stella Hadebe  | TV-serie  |      |
| 2006 | The Lab                         | Zinhle         | TV series |      |
| 2007 | Jacob's Cross                   | Rebecca        | TV-serie  |      |
| 2007 | Nomzamo                         | Gladys         | TV-serie  |      |
| 2008 | Rhythm City                     | Sis Bee        | TV-serie  |      |
| 2008 | uGugu no Andile                 | Teacher        | TV-serie  |      |
| 2008 | Izingane zoBaba                 | Rose           | TV-serie  |      |
| 2009 | Gangster's Paradise: Jerusalema | The Loan Shark | Film      |      |
| 2009 | Finding Lenny                   | Big Momma      | Film      |      |
| 2011 | Intsika                         | Novezake       | TV-serie  |      |
| 2011 | Soul Buddyz                     | Mrs Vilakazi   | TV-serie  |      |
| 2011 | The Wild                        | Gertrude       | TV-serie  |      |
| 2012 | Moferefere Lenyalong            | Boreng         | TV-serie  |      |
| 2013 | Rockville                       | Sis Ribs       | TV-serie  |      |
| 2013 | Zaziwa                          | Herself        | TV-serie  |      |
| 2014 | Skeem Saam                      | Ousie Tlaki    | TV-serie  |      |
| 2015 | Abo Mzala                       | Zodwa          | TV-serie  |      |
| 2015 | Thandeka's Diary                | Ntombi         | TV- serie |      |
| 2017 | MTV Shuga                       | Mama Chillaz   | TV-serie  |      |
| 2017 | The Queen                       | Petronella     | TV-serie  |      |
| 2017 | Thuli noThulani                 | Mrs Zondi      | TV-serie  |      |